# Composición étnica de Paraguay

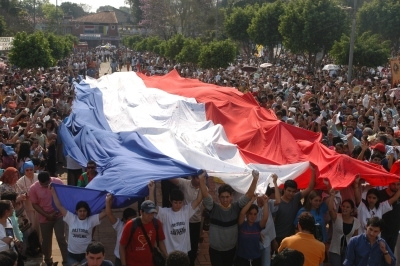
Paraguayos en Asunción.

La composición étnica de Paraguay es el resultado del mestizaje entre diversas etnias indígenas y los conquistadores españoles, a los que se sumaron migrantes europeos, africanos y asiáticos, que llegaron al territorio paraguayo a partir del siglo XVI.
Paraguay constituye un caso único en Latinoamérica, ya que a pesar de no ser un país de mayoría indígena, tienen una lengua nativa (guaraní) que es ampliamente conocida y utilizada por su población.
El Instituto Nacional de Estadística (INE), institución encargada de los censos en Paraguay, no incluye los conceptos de raza en sus encuestas y solamente registra a aquellas personas que pertenecen a alguno de los pueblos indígenas oficialmente reconocidos. Según el Censo de 2022, los indígenas sumaron 140 206 personas, que corresponden al 2,3% de la población total del país.

## Otras fuentes
Según varias fuentes, el 95% de la población paraguaya es mestiza (mezcla de español e indígena).
Para Carlos Pastore, el 70% de los paraguayos son culturalmente mestizos (de los que 68% son predominantemente guaraníes y 32% son totalmente guaraníes), mientras que el restante 30% son blancos predominantemente europeos y descendientes de inmigrantes.
El antropólogo mexicano Francisco Lizcano señala que el 71,5% de los paraguayos son mestizos, el 24% blancos, el 2,5% mulatos, el 1,5% indígenas, y 0,5% asiáticos.
En el informe Latinobarómetro de 2011, 55% de los paraguayos se autoidentificaron como mestizos, 29% como blancos, 3% como indígenas, 1% como mulatos, 1% como negros y 2% como de otra raza.

## Grupos étnicos

### Mestizos
El mestizaje paraguayo comenzó en 1540, cuando los caciques guaraníes conspiraron contra el gobierno del español Domingo Martínez de Irala. La conjura fue descubierta y los caciques ejecutados, pero se perdonó al resto de la población y se decretó la unión entre las mujeres nativas y los conquistadores españoles. Como los últimos colonizadores llegaron a Paraguay a finales del siglo XVI, a partir de entonces la mezcla se produjo entre la población mestiza existente, los indígenas y los descendientes de la servidumbre africana.
Para 1761 los guaraníes aún eran el grupo mayoritario en Paraguay, pero la situación cambió en 1767, cuando los Jesuitas fueron expulsados y los indígenas de las Misiones fueron obligados a dispersarse y mezclarse con el resto de la población.
Tras la independencia del país, el presidente Gaspar Rodríguez de Francia decretó el fin del sistema colonial de castas, obligando a los españoles residentes en Paraguay a casarse solamente con mujeres mestizas, indígenas o negras.
A lo largo de los siglos XIX y XX, y en especial tras Guerra de la Triple Alianza, el mestizaje se vio enriquecido con la llegada de migrantes procedentes de Europa, Asia y los países vecinos.
En la actualidad Paraguay es un país mayoritariamente mestizo, cuya identidad nacional está estrechamente ligada a la glorificación del mestizaje entre elementos españoles y guaraníes.

### Blancos

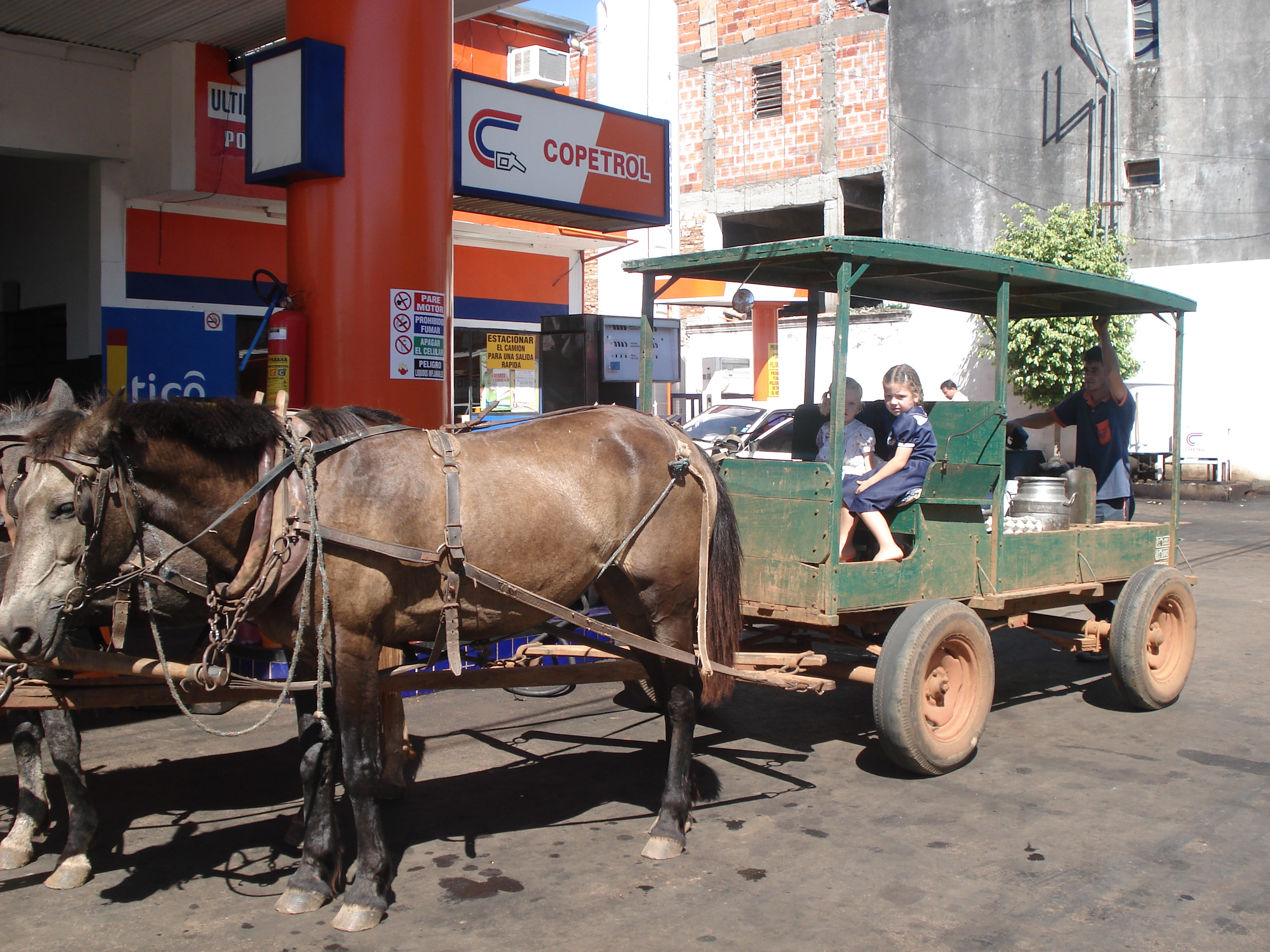
Menonitas en San Ignacio, Misiones.

Al no tener datos oficiales del censo, la mayoría de los paraguayos se autodenominan «mestizo» (mezcla europea e indígena-guaraní). En Paraguay la definición de blanco obedece más a un rubro cultural que biológico o físico, ya que la mayoría de la población domina el idioma guaraní, por lo que muchas personas de origen predominantemente europeo se consideran mestizas en exaltación al pasado guaraní de su país, lo que deriva que fuentes externas afirmen que el porcentaje de mestizos es 95%. Según Latinobarómetro de 2011 los blancos paraguayos representan el 30% de la población, mientras que para Francisco Lizcano esa cifra ronda el 20%.
Los primeros blancos en territorio paraguayo fueron los conquistadores españoles, que arribaron al país a principios del siglo XVI, y que a pesar de ser minoritarios en la sociedad colonial, gozaban de privilegios debido al sistema de castas imperante. No obstante, menos de un siglo después de su llegada, la migración española se redujo de forma notable, por lo que los españoles que vivían en Paraguay llegaron a mezclarse en algún grado con los indígenas y con los negros.
Una nueva ola migratoria llegó al país tras la independencia, intensificándose luego de la Guerra de la Triple Alianza, cuando el gobierno deseaba resolver la crisis demográfica que dejó el conflicto. Se tiene constancia del ingreso de polacos (8,762 entradas entre 1870 y 1959), alemanes (4,467), españoles (4,189), italianos (4,059), rusos (1,572), austriacos (1,193), británicos (1,050), franceses (808), checos (787), suizos (411), belgas (335), siriolibaneses (146) y otros grupos de Europa (1,309) y el Medio Oriente (26). Los migrantes llegaron atraídos por leyes que facilitaron su entrada y permanencia en territorio paraguayo. En el caso de los menonitas (6,522), aceptaron colonizar la remota región del Chaco a cambio de no prestar el servicio militar obligatorio y de no jurar ante la Corte Suprema en caso de ser requeridos.
Además de la inmigración de ultramar, entre 1870 y 1959 Paraguay recibió un número considerables de argentinos (9,188 entradas), brasileños (1,166) y uruguayos (608), muchos de los cuales eran inmigrantes europeos de segunda generación.
En las décadas de 1960 y 1970, el dictador Alfredo Stroessner otorgó tierra barata a miles de campesinos del sur de Brasil, la mayoría descendientes de alemanes, italianos y polacos. Actualmente esta comunidad es conocida como brasiguayos y suma alrededor de 400,000 personas.
Según Grimmes, a principios del siglo XXI existían en Paraguay 636,000 hablantes de portugués, 166,000 de alemán, 35,000 de árabe, 26,000 de italiano, 26,000 de ucraniano, 20,000 de bajo alemán y 1,800 de griego.

### Indígenas

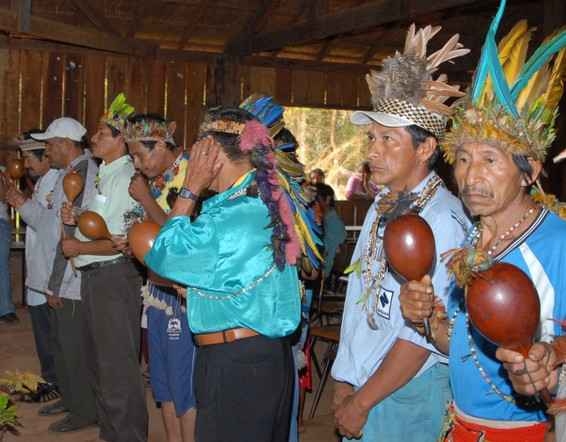
Indígenas guaraníes.

Los pobladores originarios de Paraguay eran cazadores-recolectores pertenecientes a grupos pámpidos y tupi-guaraníes. A pesar del mestizaje de los primeros siglos de la Colonia, los indígenas constituían el 62,6% de la población paraguaya en 1761. La mayoría vivían en las llamadas misiones guaraníticas, reducciones creadas por la Compañía de Jesús para evangelizar a los nativos. Sin embargo, en 1767 los Jesuitas fueron expulsados del Imperio por Carlos III, por lo que los indígenas tuvieron que dispersarse y fueron asimilados por el resto de la población. En 1782, los indígenas eran solo en 31,3% de la habitantes de Paraguay, proporción que continuaría reduciéndose con el paso de los años.
En 2022 fueron censados 140 206 indígenas, que corresponden al 2,3 % de la población paraguaya, menor que la mayoría de otros países latinoamericanos, pero superior a los anteriores censos paraguayos. El grupo lingüístico más numeroso corresponde a la familia guaraní, con 73 607 miembros, seguido por la familia mascoyana (30 208), la mataco mataguayo (20 403), la zamuco (4 733), la guaicurú (2 182) y otras minorías lingüísticas (6 374). En total existen 19 pueblos amerindios oficialmente reconocidos: los mbyás (27 835), los ava guaraníes (22 235), los nivaclés (17 845), los paí tavyterás (15 609), los enlhet norte (9 222), los enxet sur (8 070), los angaités (6 909), los sanapanás (3 470), los guaraníes ñandévas (3 133), los achés (2 596), los ayoreos (2 394), los guaraníes occidentales (2 199), los qom (2 182), los makás (2 129), los ybytosos (2 126), los toba mascoy (2 025), los guanás (512), los manjuis (429) y los tomárahos (213).

### Afroparaguayos
Los afroparaguayos descienden de la servidumbre africana introducida por los españoles durante el principio del periodo colonial. A principios del siglo XIX los afrodescendientes constituían el 11% de la población nacional, mientras que según el censo de 1846 correspondían al 7,5%.
De acuerdo a un censo informal llevado a cabo por la Asociación Afroparaguaya Kamba Kuá, 8,013 personas se autoidentificaban como afroparaguayos en 2007. Las mayores comunidades afroparaguayas son las de Emboscada (7,210 miembros), Kamba Kuá (422) y Kamba Kokué (385).

### Asiáticos
Entre 1870 y 1959, 5,172 asiáticos entraron a Paraguay, 4,804 eran de origen japonés.
A principios del siglo XXI, se estima que en Paraguay viven 12,000 hablantes de japonés, 7,500 de chino y 6,000 de coreano.

## Composición genética
Según algunos estudios, la composición genética promedio de Paraguay es la siguiente:
| Europeo | Amerindio | Africano | Arábigo | Estudio | Año  | Fuente                                         |
| ------- | --------- | -------- | ------- | --- | ---- | ---------------------------------------------- |
| 68,2 %  | 27,9 %    | 3,9 %    | —       | Admixture and genetic relationships of Mexican Mestizos regarding Latin American and Caribbean populations based on 13 CODIS-STRs | 2015 | ScienceDirect                                  |
| 55,0 %  | 37,0 %    | 8,0 %    | —       | Admixture in the Americas: Regional and National Differences                                                                      | 2016 | Research Gate                                  |
| 59,9 %  | 30,9 %    | 9,2 %    | —       | Paraguay: Unveiling migration patterns with ancestry genetic markers                                                              | 2017 | FSI Genetics                                   |
| 55,4 %  | 33,8 %    | 10,8 %   | —       | The Ancestry of Eastern Paraguay: A Typical South American Profile with a Unique Pattern of Admixture                             | 2021 | Multidisciplinary Digital Publishing Institute |

Por línea de herencia
- 85,0 % amerindio; 7,0 % africano; 7,0 % europeo; 1,0 % asiático; por línea materna, es decir, ADN mitocondrial (EAFF, 2018).[24]
- 98,0 % amerindio; 2,0 % otros; por línea materna, es decir, ADN mitocondrial (Trinks et al, 2017).[25]
- 82,1 % europeo y otros; 17,9% amerindio; por línea paterna, es decir, cromosoma Y (Trinks et al, 2017).[25]